# Arthur McEvoy
Arthur McEvoy (Chantilly, Oise, 8 de novembre de 1868 – París, 21 de juliol de 1904) va ser un jugador de criquet francès, que va competir a finals del segle xix i primers de xx. El 1900 va prendre part en els Jocs Olímpics de París, on guanyà la medalla de plata en la competició de Criquet a XII com a integrant de l'equip francès.